# Mínimos cuadrados

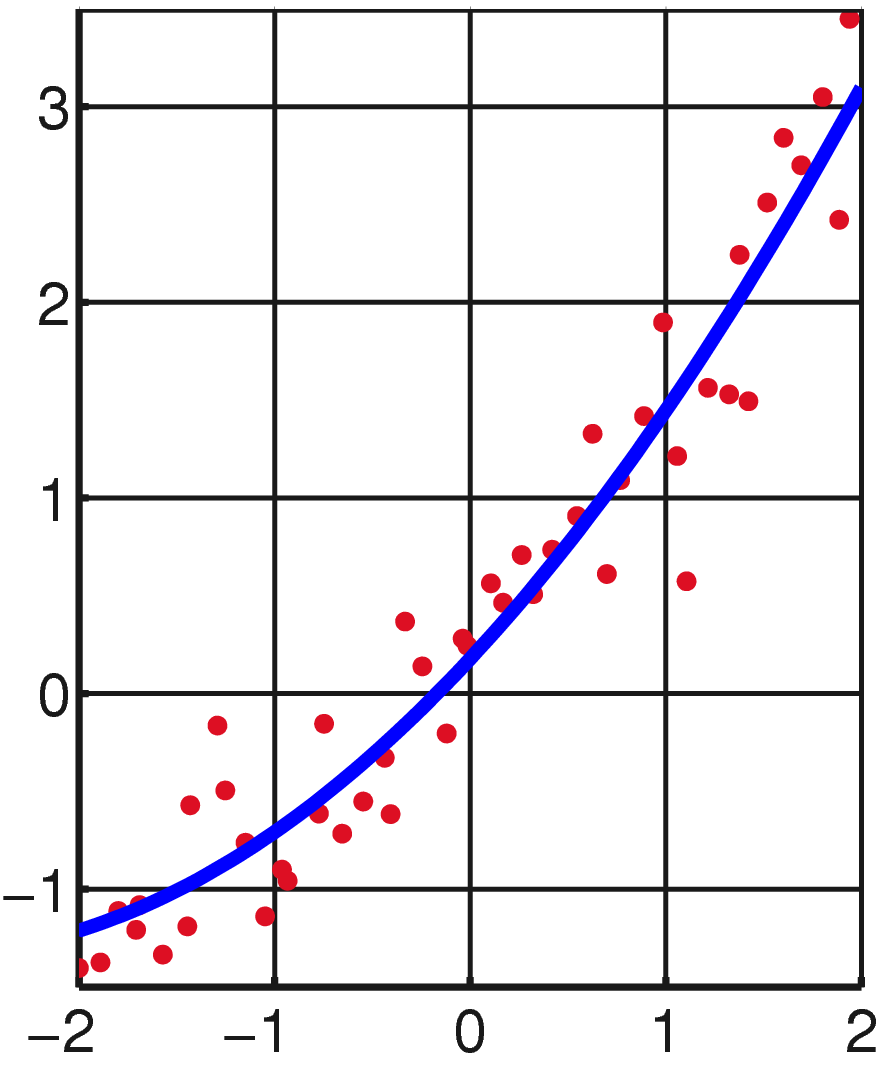
El resultado del ajuste de un conjunto de datos a una función cuadrática.

Mínimos cuadrados es una técnica de análisis numérico enmarcada dentro de la optimización matemática, en la que, dados un conjunto de pares ordenados —variable independiente, variable dependiente— y una familia de funciones, se intenta encontrar la función continua, dentro de dicha familia, que mejor se aproxime a los datos (un "mejor ajuste"), de acuerdo con el criterio de mínimo error cuadrático.
En definitiva, esta técnica de mínimos cuadrados promedio es sencillamente un procedimiento matemático para encontrar la curva que mejor se ajuste a un conjunto dado de puntos mediante el mecanismo que procura minimizar las diferencias entre las ordenadas de los puntos de la curva de la función elegida y los correspondientes valores en los datos. Se denominan residuos a estas diferencias.

El algoritmo LMS (del inglés, Least-Mean-Square algorithm) se usa en filtros adaptativos para encontrar los coeficientes del filtro que permiten obtener el valor esperado mínimo del cuadrado de error en tanto diferencia entre lo esperado y lo  producido. El algoritmo LMS, se emplea, específicamente, cuando el número de datos medidos es uno y se usa el método de descenso por gradiente para minimizar el residuo cuadrado. Se puede demostrar que LMS minimiza el residuo cuadrado esperado, con el mínimo de operaciones (por iteración), pero requiere un gran número de iteraciones para converger.
Desde un punto de vista estadístico, un requisito implícito para que funcione el método de mínimos cuadrados es que los errores de cada medida estén distribuidos de forma aleatoria. El teorema de Gauss-Márkov prueba que los estimadores mínimos cuadráticos carecen de sesgo y que el muestreo de datos no tiene que ajustarse, por ejemplo, a una distribución normal. También es importante que los datos a procesar estén bien escogidos, para que permitan visibilidad en las variables que han de ser resueltas (para dar más peso a un dato en particular, véase mínimos cuadrados ponderados).
La técnica de mínimos cuadrados se usa comúnmente en el ajuste de curvas. Muchos otros problemas de optimización pueden expresarse también en forma de mínimos cuadrados, minimizando la energía o maximizando la entropía.

## Historia

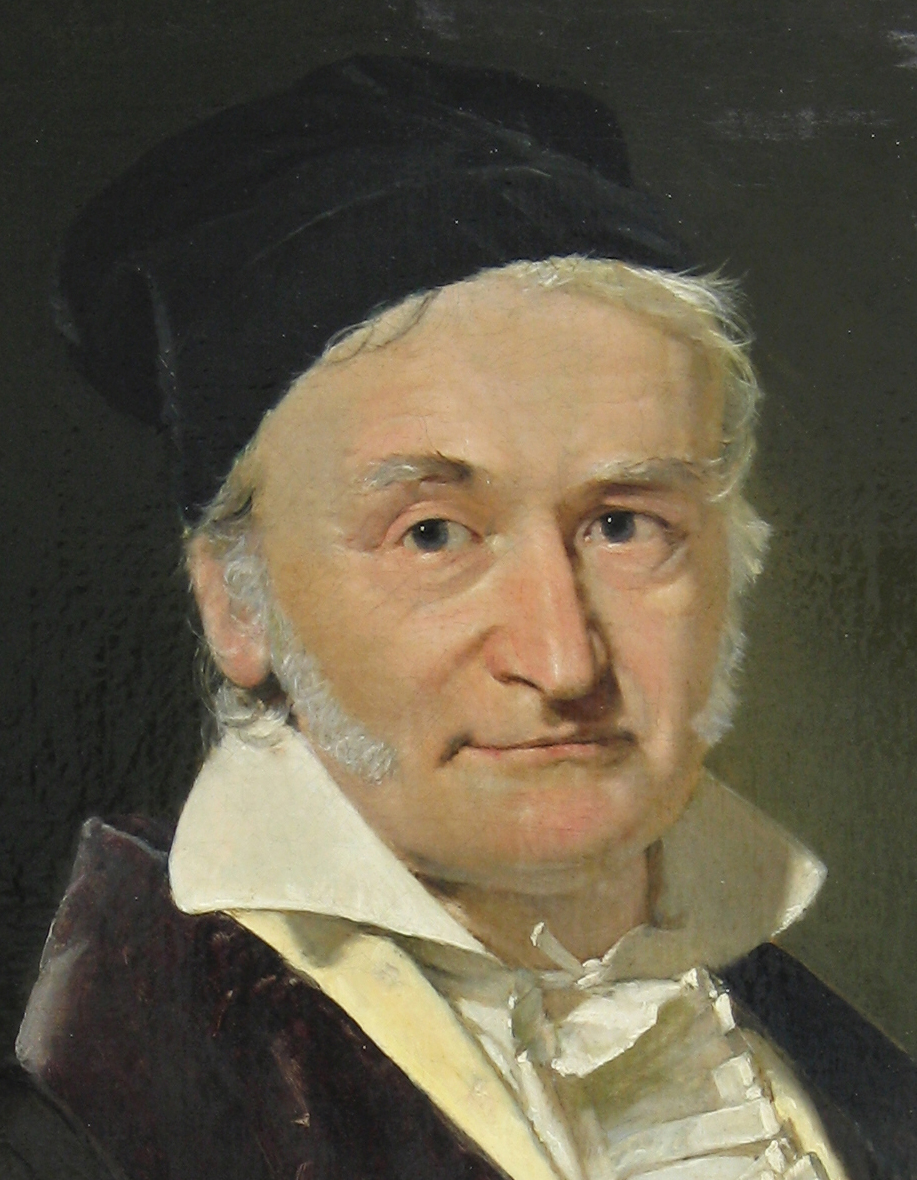
Karl Friedrich Gauss.

El día de Año Nuevo de 1801, el astrónomo italiano Giuseppe Piazzi descubrió el planeta enano Ceres. Fue capaz de seguir su órbita durante 40 días. Durante el curso de ese año, muchos científicos intentaron estimar su trayectoria con base en las observaciones de Piazzi (resolver las ecuaciones no lineales de Kepler de movimiento es muy difícil). La mayoría de las evaluaciones fueron inútiles; el único cálculo suficientemente preciso para permitir a Franz Xaver von Zach, astrónomo alemán, reencontrar a Ceres al final del año fue el de Carl Friedrich Gauss, por entonces un joven de 24 años (los fundamentos de su enfoque ya los había planteado en 1795, cuando aún tenía 18 años). Sin embargo, su método de mínimos cuadrados no se publicó sino hasta 1809, y apareció en el segundo volumen de su trabajo sobre mecánica celeste, Theoria Motus Corporum Coelestium in sectionibus conicis solem ambientium. El francés Adrien-Marie Legendre desarrolló el mismo método de forma independiente en 1805.
En 1829, Gauss fue capaz de establecer la razón del éxito maravilloso de este procedimiento: simplemente, el método de mínimos cuadrados es óptimo en muchos aspectos. El argumento concreto se conoce como teorema de Gauss-Márkov.

## Formulación formal del problema bidimensional
Sea {\displaystyle {\{(x_{k},y_{k})\}}_{k=1}^{n}} un conjunto de n puntos en el plano real, y sea {\displaystyle {\{f_{j}(x)\}}_{j=1}^{m}} una base de m funciones linealmente independiente en un espacio de funciones. Queremos encontrar una función {\displaystyle f(x)\!} que sea combinación lineal de las funciones base, de modo que {\displaystyle f(x_{k})\approx y_{k}}, esto es:

{\displaystyle f(x)=\sum _{j=1}^{m}c_{j}f_{j}(x)}

Por tanto, se trata de hallar los m coeficientes {\displaystyle c_{j}} que hagan que la función aproximante {\displaystyle f(x)\!} dé la mejor aproximación para los puntos dados {\displaystyle (x_{k},y_{k})\!}. El criterio de "mejor aproximación" puede variar, pero en general se basa en aquel que minimice una "acumulación" del error individual (en cada punto) sobre el conjunto total. En primer lugar, el error (con signo positivo o negativo) de la función {\displaystyle f(x)\!} en un solo punto, {\displaystyle (x_{k},y_{k})}, se define como:

{\displaystyle e_{k}=y_{k}-f(x_{k})\!}

pero se intenta medir y minimizar el error en todo el conjunto de la aproximación, {\displaystyle {\{(x_{k},y_{k})\}}_{k=1}^{n}}. En matemáticas, existen diversas formas de definir el error, sobre todo cuando este se refiere a un conjunto de puntos (y no solo a uno), a una función, etc. Dicho error (el error "total" sobre el conjunto de puntos considerado) suele definirse con alguna de las siguientes fórmulas:
Error Máximo: {\displaystyle E_{\infty }(f)=\max(|e_{k}|)}
Error Medio: {\displaystyle E_{\rm {m}}(f)={\frac {\sum _{k=1}^{n}|e_{k}|}{n}}}
Error cuadrático medio: {\displaystyle E_{\rm {cm}}(f)={\frac {\sqrt {\sum _{k=1}^{n}(e_{k})^{2}}}{n}}}
La aproximación por mínimos cuadrados se basa en la minimización del error cuadrático medio o, equivalentemente, en la minimización del radicando de dicho error, el llamado error cuadrático, definido como:

{\displaystyle E_{\rm {c}}(f)={\frac {\sum _{k=1}^{n}(e_{k})^{2}}{n}}}

Para alcanzar este objetivo, se utiliza el hecho que la función f debe poder describirse como una combinación lineal de una base de funciones. Los coeficientes de la combinación lineal serán los parámetros que queremos determinar. Por ejemplo, supongamos que f es una función cuadrática, lo que quiere decir que es una combinación lineal, {\displaystyle f(x)=ax^{2}+bx+c\,\!}, de las funciones {\displaystyle f_{1}(x)=x^{2}}, {\displaystyle f_{2}(x)=x} y {\displaystyle f_{3}(x)=1} (m=3 en este caso), y que se pretende determinar los valores de los coeficientes: {\displaystyle a,b,c\!}, de modo que minimicen la suma (S) de los cuadrados de los residuos:

{\displaystyle S=\sum _{i=1}^{n}(y_{i}-f(x_{i}))^{2}=\sum _{i=1}^{n}(y_{i}-ax_{i}^{2}-bx_{i}-c)^{2}}

Esto explica el nombre de mínimos cuadrados. A las funciones que multiplican a los coeficientes buscados, que en este caso son: {\displaystyle x^{2}}, {\displaystyle x} y {\displaystyle 1}, se les conoce con el nombre de funciones base de la aproximación, y pueden ser funciones cualesquiera. Para ese caso general se deduce a continuación la fórmula de la mejor aproximación discreta (i.e. para un conjunto finito de puntos), lineal y según el criterio del error cuadrático medio, que es la llamada aproximación lineal por mínimos cuadrados. Es posible generar otro tipo de aproximaciones, si se toman los errores máximo o medio, por ejemplo, pero la dificultad que entraña operar con ellos, debido al valor absoluto de su expresión, hace que sean difíciles de tratar y casi no se usen.

## Solución del problema de los mínimos cuadrados
La aproximación mínimo cuadrática consiste en minimizar el error cuadrático mencionado más arriba, y tiene solución general cuando se trata de un problema de aproximación lineal (lineal en sus coeficientes {\displaystyle c_{j}}) cualesquiera que sean las funciones base: {\displaystyle f_{j}(x)} antes mencionadas. Por lineal se entiende que la aproximación buscada se expresa como una combinación lineal de dichas funciones base. Para hallar esta expresión se puede seguir un camino analítico, expuesto abajo, mediante el cálculo multivariable, consistente en optimizar los coeficientes {\displaystyle c_{j}}; o bien, alternativamente, seguir un camino geométrico con el uso del álgebra lineal, como se explica más abajo, en la llamada deducción geométrica. Para los Modelos estáticos uniecuacionales, el método de mínimos cuadrados no ha sido superado, a pesar de diversos intentos para ello, desde principios del siglo XIX. Se puede demostrar que, en su género, es el que proporciona la mejor aproximación.

### Deducción analítica de la aproximación discreta mínimo cuadrática lineal
Sea {\displaystyle {\{(x_{k},y_{k})\}}_{k=1}^{n}} un conjunto de n pares con abscisas distintas, y sea {\displaystyle {\{f_{j}(x)\}}_{j=1}^{m}} un conjunto de m funciones linealmente independientes (en un espacio vectorial de funciones), que se llamarán funciones base. Se desea encontrar una función {\displaystyle f(x)} de dicho espacio, o sea, combinación lineal de las funciones base, tomando por ello la forma:

{\displaystyle f(x)=c_{1}f_{1}(x)+c_{2}f_{2}(x)+...+c_{m}f_{m}(x)=\sum _{j=1}^{m}{c_{j}f_{j}(x)}}.

Ello equivale por tanto a hallar los m coeficientes: {\displaystyle {\{c_{j}(x)\}}_{j=1}^{m}}. En concreto, se desea que tal función {\displaystyle f(x)} sea la mejor aproximación a los n pares {\displaystyle {(x_{k},y_{k})}_{1}^{n}} empleando, como criterio de "mejor", el criterio del mínimo error cuadrático medio de la función {\displaystyle f(x)} con respecto a los puntos {\displaystyle {(x_{k},y_{k})}_{1}^{n}}.
El error cuadrático medio será para tal caso:

{\displaystyle E_{\rm {cm}}={\sqrt {\frac {\sum _{k=1}^{n}(e_{k})^{2}}{n}}}={\sqrt {{\frac {1}{n}}\sum _{k=1}^{n}(y_{k}-f(x_{k}))^{2}}}={\sqrt {{\frac {1}{n}}\sum _{k=1}^{n}(y_{k}-\sum _{j=1}^{m}c_{j}f_{j}(x_{k}))^{2}}}}

Minimizar el error cuadrático medio es equivalente a minimizar el error cuadrático, definido como el radicando del error cuadrático medio, esto es:

{\displaystyle E_{\rm {c}}=\sum _{k=1}^{n}(y_{k}-\sum _{j=1}^{m}c_{j}f_{j}(x_{k}))^{2}}

Así, los {\displaystyle c_{j}} que minimizan {\displaystyle E_{\rm {cm}}} también minimizan {\displaystyle E_{\rm {c}}}, y podrán ser calculados derivando e igualando a cero este último:

{\displaystyle {\frac {\partial E_{\rm {c}}}{\partial c_{i}}}=\sum _{k=1}^{n}2(y_{k}-\sum _{j=1}^{m}c_{j}f_{j}(x_{k}))(-f_{i}(x_{k}))=0}

Siendo i=1,2, . . .,m. Se obtiene un sistema de m ecuaciones con m incógnitas, que recibe el nombre de "Ecuaciones Normales de Gauss". Operando con ellas:
{\displaystyle \sum _{k=1}^{n}(\sum _{j=1}^{m}c_{j}f_{j}(x_{k}))f_{i}(x_{k})=\sum _{k=1}^{n}y_{k}f_{i}(x_{k})} para i=1,2, . . .,m
{\displaystyle \sum _{j=1}^{m}(\sum _{k=1}^{n}f_{i}(x_{k})f_{j}(x_{k}))c_{j}=\sum _{k=1}^{n}y_{k}f_{i}(x_{k})}, para i=1,2, . . .,m
Si se desarrolla la suma, se visualiza la ecuación "i-ésima" del sistema de m ecuaciones normales:
{\displaystyle (\sum _{k=1}^{n}f_{i}(x_{k})f_{1}(x_{k}))c_{1}+(\sum _{k=1}^{n}f_{i}(x_{k})f_{2}(x_{k}))c_{2}+...+(\sum _{k=1}^{n}f_{i}(x_{k})f_{m}(x_{k}))c_{m}=\sum _{k=1}^{n}y_{k}f_{i}(x_{k})}, para cada i=1,2, . . .,m
Lo cual, en forma matricial, se expresa como:

{\displaystyle {\begin{bmatrix}{(f_{1},f_{1})}_{d}&{(f_{1},f_{2})}_{d}&\dots &{(f_{1},f_{m})}_{d}\\{(f_{2},f_{1})}_{d}&{(f_{2},f_{2})}_{d}&\dots &{(f_{2},f_{m})}_{d}\\\vdots &\vdots &\ddots &\vdots \\{(f_{m},f_{1})}_{d}&{(f_{m},f_{2})}_{d}&\dots &{(f_{m},f_{m})}_{d}\end{bmatrix}}{\begin{bmatrix}c_{1}\\c_{2}\\...\\c_{m}\end{bmatrix}}={\begin{bmatrix}{(f_{1},y)}_{d}\\{(f_{2},y)}_{d}\\...\\{(f_{m},y)}_{d}\end{bmatrix}}}

Siendo {\displaystyle {(a,b)}_{d}} el producto escalar discreto, definido para dos funciones dadas h(x) y g(x) como:

{\displaystyle {(h(x),g(x))}_{d}=\sum _{k=1}^{n}h(x_{k})g(x_{k})},

y para una función h(x) y vector cualquiera u, como:

{\displaystyle {(h(x),u)}_{d}=\sum _{k=1}^{n}h(x_{k})u_{k}}

La resolución de dicho sistema permite obtener, para cualquier base de funciones derivables localmente, la función f(x) que sea mejor aproximación mínimo cuadrática al conjunto de puntos antes mencionado. La solución es óptima –esto es, proporciona la mejor aproximación siguiendo el criterio de mínimo error cuadrático–, puesto que se obtiene al optimizar el problema.

#### Corolario
Si se tratara de hallar el conjunto de coeficientes {\displaystyle \{c_{j}\}} tal que {\displaystyle f(x)} pase exactamente por todos los pares {\displaystyle {\{(x_{k},y_{k})\}}_{k=1}^{n}}, esto es, tales que {\displaystyle f(x)} interpole a {\displaystyle {\{(x_{k},y_{k})\}}_{k=1}^{n}}, entonces tendría que cumplirse que:

{\displaystyle \sum _{j=1}^{m}c_{j}f_{j}(x_{k})=y_{k}}

Que en forma matricial se expresa como:

{\displaystyle {\begin{bmatrix}f_{1}(x_{1})&f_{2}(x_{1})&\dots &f_{m}(x_{1})\\f_{1}(x_{2})&f_{2}(x_{2})&\dots &f_{m}(x_{2})\\\vdots &\vdots &\ddots &\vdots \\f_{1}(x_{n})&f_{2}(x_{n})&\dots &f_{m}(x_{n})\end{bmatrix}}{\begin{bmatrix}c_{1}\\c_{2}\\\vdots \\c_{m}\end{bmatrix}}={\begin{bmatrix}y_{1}\\y_{2}\\\vdots \\y_{n}\end{bmatrix}}=\mathbf {A} \mathbf {c} =\mathbf {b} }

Esto establece un sistema de n ecuaciones y m incógnitas, y como en general n>m, quedaría sobredeterminado: no tendría siempre una solución general. Por tanto, la aproximación tratará en realidad de hallar el vector c que mejor aproxime {\displaystyle \mathbf {A} \mathbf {c} =\mathbf {b} }.
Se puede demostrar que la matriz de coeficientes de las ecuaciones normales de Gauss coincide con {\displaystyle \mathbf {A} ^{-1}\mathbf {A} }, siendo {\displaystyle \mathbf {A} } la matriz de coeficientes exactas, y como el término independiente de las ecuaciones normales de Gauss coincide con el vector {\displaystyle \mathbf {A} ^{-1}\mathbf {b} }, se tiene que los valores {\displaystyle \{c_{j}\}} que mejor aproximan f(x) pueden calcularse como la solución al sistema  {\displaystyle \mathbf {A} \mathbf {c} =\mathbf {b} }:

{\displaystyle \mathbf {A} ^{-1}\mathbf {A} \mathbf {c} =\mathbf {A} ^{-1}\mathbf {b} }

que es, precisamente, el sistema de las ecuaciones normales de Gauss.

### Caso particular de una recta
Es de especial interés la aproximación de una serie de puntos con una recta. Para ello, elegimos la base funcional {\displaystyle f_{1}(x)=x} y {\displaystyle f_{2}(x)=1}. De este modo la combinación lineal es idéntica a la ecuación de la recta {\displaystyle c_{1}f_{1}(x)+c_{2}f_{2}(x)=c_{1}x+c_{2}}. Llamamos {\displaystyle a=c_{1},b=c_{2}}. El sistema de ecuaciones normales de Gauss resulta en este caso:

{\displaystyle \sum _{k=1}^{n}(ax_{k}+b).x_{k}=\sum _{k=1}^{n}(y_{k}x_{k})}

{\displaystyle \sum _{k=1}^{n}(ax_{k}+b).1=\sum _{k=1}^{n}(y_{k})}

{\displaystyle {\begin{cases}a\sum _{k=1}^{n}x_{k}^{2}+b\sum _{k=1}^{n}x_{k}=\sum _{k=1}^{n}(y_{k}x_{k})\\a\sum _{k=1}^{n}x_{k}+n.b=\sum _{k=1}^{n}(y_{k})\end{cases}}}

Lo resolvemos con la regla de cramer:

{\displaystyle \Delta =n\sum _{k=1}^{n}x_{k}^{2}-(\sum _{k=1}^{n}x_{k})^{2}}

{\displaystyle \Delta a=n\sum _{k=1}^{n}x_{k}y_{k}-\sum _{k=1}^{n}x_{k}\sum _{k=1}^{n}y_{k}}

{\displaystyle \Delta b=\sum _{k=1}^{n}x_{k}^{2}\sum _{k=1}^{n}y_{k}-\sum _{k=1}^{n}x_{k}y_{k}\sum _{k=1}^{n}x_{k}}

{\displaystyle a={\frac {n\sum _{k=1}^{n}(x_{k}y_{k})-\sum _{k=1}^{n}(x_{k})\sum _{k=1}^{n}(y_{k})}{n\sum _{k=1}^{n}x_{k}^{2}-(\sum _{k=1}^{n}x_{k})^{2}}}}

{\displaystyle b={\frac {\sum _{k=1}^{n}(y_{k})\sum _{k=1}^{n}(x_{k}^{2})-\sum _{k=1}^{n}(x_{k})\sum _{k=1}^{n}(x_{k}y_{k})}{n\sum _{k=1}^{n}x_{k}^{2}-(\sum _{k=1}^{n}x_{k})^{2}}}}

Así se obtiene la recta que mejor se aproxima a los n puntos:

{\displaystyle f(x)=ax+b}

### Deducción geométrica de la aproximación discreta mínimo cuadrática lineal
La mejor aproximación deberá tender a interpolar la función de la que proviene el conjunto de pares {\displaystyle (x_{k},y_{k})}, esto es, deberá tender a pasar exactamente por todos los puntos. Eso supone que se debería cumplir que:

{\displaystyle f(x_{k})=y_{k}\quad {\text{con }}k=1,2,\dots ,n}

Sustituyendo f(x) por su expresión como combinación lineal de una base de m funciones:

{\displaystyle \sum _{j=1}^{m}c_{j}f_{j}(x_{k})=y_{k}\quad {\text{con }}k=1,\dots ,n}

Esto es, se tendría que verificar exactamente un sistema de n ecuaciones y m incógnitas, pero como en general n>m, dicho sistema estaría sobredeterminado y, por tanto, sin solución general. De ahí surge la necesidad de aproximarlo. Dicho sistema podría expresarse en forma matricial como:

{\displaystyle {\begin{bmatrix}f_{1}(x_{1})&f_{2}(x_{1})&...&f_{m}(x_{1})\\f_{1}(x_{2})&f_{2}(x_{2})&...&f_{m}(x_{2})\\...&...&...&...\\f_{1}(x_{n})&f_{2}(x_{n})&...&f_{m}(x_{n})\end{bmatrix}}\times {\begin{bmatrix}c_{1}\\c_{2}\\...\\c_{m}\end{bmatrix}}={\begin{bmatrix}y_{1}\\y_{2}\\...\\y_{n}\end{bmatrix}}}

Esto es: 

{\displaystyle Ac=b\;}

La aproximación trata de hallar el vector c aproximante que mejor aproxime el sistema {\displaystyle Ac=b}.
Con dicho vector c aproximante, es posible definir el vector residuo como:

{\displaystyle r=b-Ac\;}

De manera que el mínimo error cuadrático supone minimizar el residuo, definiendo su tamaño según la norma euclídea o usual del residuo, que equivale al error cuadrático:

{\displaystyle \|r\|_{2}={\sqrt {(r,r)_{2}}}={\sqrt {r^{\mathrm {T} }r}}={\sqrt {\sum _{k=1}^{n}(r_{k})^{2}}}}

siendo {\displaystyle (r,r)_{2}} el producto interior o escalar del vector residuo sobre sí mismo. Si atendemos al sistema {\displaystyle Ac=b}, entonces se ve claramente que al multiplicar A y c, lo que se realiza es una combinación lineal de las columnas de A:

{\displaystyle Ac={\begin{bmatrix}A_{1}&A_{2}&...&A_{m}\end{bmatrix}}\times {\begin{bmatrix}c_{1}\\c_{2}\\...\\c_{m}\end{bmatrix}}=c_{1}A_{1}+c_{2}A_{2}+...+c_{m}A_{m}}

El problema de aproximación será hallar aquella combinación lineal de columnas de la matriz A lo más cercana posible al vector b. Se comprueba que el conjunto de las columnas de A generan un espacio vectorial o span lineal: {\displaystyle \operatorname {span} (A_{1},A_{2},...,A_{m})}, al que el vector b no tiene porqué pertenecer (si lo hiciera, el sistema A·c=b tendría solución). 
Entonces, de los infinitos vectores del {\displaystyle \operatorname {span} (A_{1},A_{2},...,A_{m})} que son combinación lineal de los vectores de la base, se tratará de hallar el más cercano al vector b. 
De entre todos ellos, el que cumple esto con respecto a la norma euclídea es la proyección ortogonal de b sobre {\displaystyle \operatorname {span} (A_{1},A_{2},...,A_{m})}, y que por tanto hace que el tamaño del vector r, que será el vector que une los extremos de los vectores b y proyección ortogonal de b sobre el span, sea mínimo, esto es, que minimiza su norma euclídea. 
Es inmediato ver que si el residuo une b con su proyección ortogonal, entonces es a su vez ortogonal al {\displaystyle \operatorname {span} (A_{1},A_{2},...,A_{m})}, y a cada uno de los vectores de la base, esto es, ortogonal a cada columna de A.
La condición de minimización del residuo será:

{\displaystyle r\perp \operatorname {span} (A_{1},A_{2}...,A_{m})}

Que es cierto si y solo si:

{\displaystyle r\perp A_{j},\forall j\iff A_{j}\perp r,\forall j\iff (A_{j},r)_{2}=0=A_{j}^{t}r,\forall j=1,2,...,m}

A su vez, cada una de las m condiciones de perpendicularidad se pueden agrupar en una sola:

{\displaystyle A^{\mathrm {T} }r=0\;}

Sustituyendo el residuo por su expresión:

{\displaystyle A^{\mathrm {T} }(b-Ac)=0\iff A^{\mathrm {T} }Ac=A^{\mathrm {T} }b}

Por tanto, la mejor aproximación mínimo cuadrada lineal para un conjunto de puntos discretos, sean cuales sean las funciones base, se obtiene al resolver el sistema cuadrado:

{\displaystyle A^{\mathrm {T} }Ac=A^{\mathrm {T} }b\;}

A esta ecuación se le llama ecuación normal de Gauss, y es válida para cualquier conjunto de funciones base. Si estas son la unidad y la función x, entonces la aproximación se llama regresión lineal.

## Mínimos Cuadrados y Análisis de Regresión

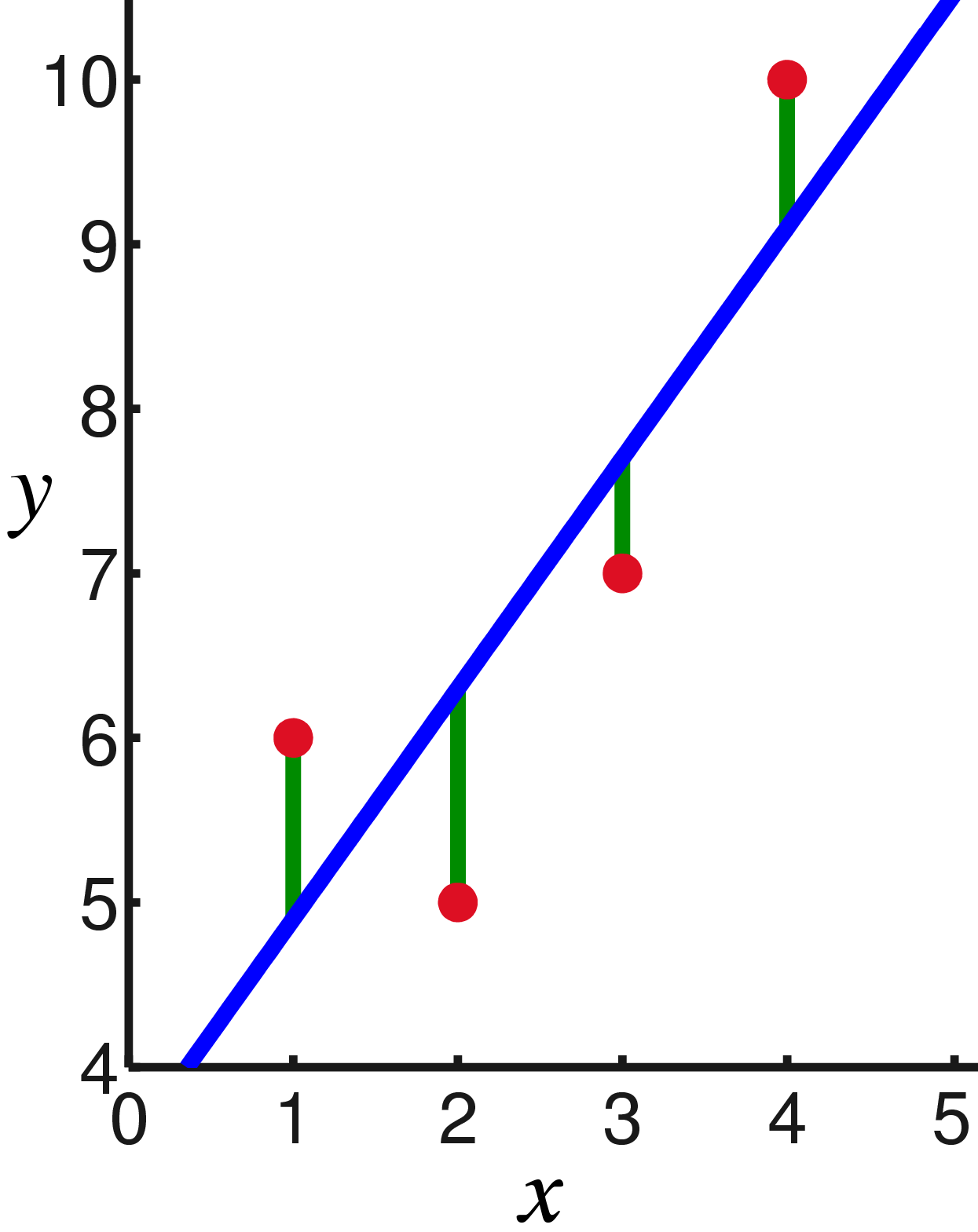
Progresión lineal de mínimos cuadrados

En el análisis de regresión, se sustituye la relación

{\displaystyle f(x_{i})\approx y_{i}}

por

{\displaystyle f(x_{i})=y_{i}+\varepsilon _{i},}

siendo el término de perturbación {\displaystyle \varepsilon } una variable aleatoria con media cero y varianza constante y finita, es decir, {\displaystyle \operatorname {E} [\varepsilon ]=0} y {\displaystyle \operatorname {Var} [\varepsilon ]=\sigma ^{2}<\infty } . Obsérvese que estamos asumiendo que los valores {\displaystyle x} son exactos y que todos los errores están en los valores {\displaystyle y}. De nuevo, distinguimos entre la regresión lineal, en cuyo caso la función {\displaystyle f} es lineal para los parámetros a ser determinados, por ejemplo {\displaystyle f(x)=ax^{2}+bx+c} y la regresión no lineal. Como antes, la regresión lineal es mucho más sencilla que la no lineal. (Es tentador pensar que la razón del nombre regresión lineal es que la gráfica de la función {\displaystyle f(x)=ax+b} es una línea. Ajustar una curva {\displaystyle f(x)=ax^{2}+bx+c}, estimando {\displaystyle a}, {\displaystyle b} y {\displaystyle c} por mínimos cuadrados es un ejemplo de regresión lineal porque el vector de estimadores mínimos cuadráticos de {\displaystyle a}, {\displaystyle b} y {\displaystyle c} es una transformación lineal del vector cuyos componentes son f(xi) + εi).
Los parámetros (a, b y c en el ejemplo anterior) se estiman con frecuencia mediante mínimos cuadrados: se toman aquellos valores que minimicen la suma {\displaystyle S}. El teorema de Gauss-Márkov establece que los estimadores por mínimos cuadráticos son óptimos en el sentido de que son los estimadores lineales insesgados de menor varianza, y por tanto de menor error cuadrático medio, si tomamos f(x) = ax + b estando a y b por determinar y con los términos de perturbación ε independientes y distribuidos idénticamente (véase el artículo si desea una explicación más detallada y con condiciones menos restrictivas sobre los términos de perturbación).
La estimación de mínimos cuadrados para modelos lineales es notoria por su falta de robustez frente a valores atípicos (outliers). Si la distribución de los atípicos es asimétrica, los estimadores pueden estar sesgados. En presencia de cualquier valor atípico, los estimadores mínimos cuadráticos son ineficientes y pueden serlo en extremo. Si aparecen valores atípicos en los datos, son más apropiados los métodos de regresión robusta.